# Султанов, Орхан Седьяр оглы
Орхан Седьяр оглы Султанов (азерб. Orxan Sedyar oğlu Sultanov: род. 1977, Баку) — азербайджанский государственный деятель, начальник Службы внешней разведки Азербайджанской Республики (с 2015 года). Генерал-полковник (с 2020 года).

## Биография
Орхан Седьяр оглы Султанов родился в 1977 году в городе Баку. Работал в Министерстве иностранных дел Азербайджанской Республики. В 2007—2011 годах занимал должность первого секретаря по гуманитарным вопросам посольства Азербайджана в Великобритании.
После работы в МИД был принят на работу в Управление внешней разведки Министерства национальной безопасности Азербайджанской Республики. Указом Президента Азербайджанской Республики Ильхама Алиева от 14 декабря 2015 года Орхан Султанов был назначен начальником новосозданной Службы внешней разведки Азербайджанской Республики.

## Воинские звания

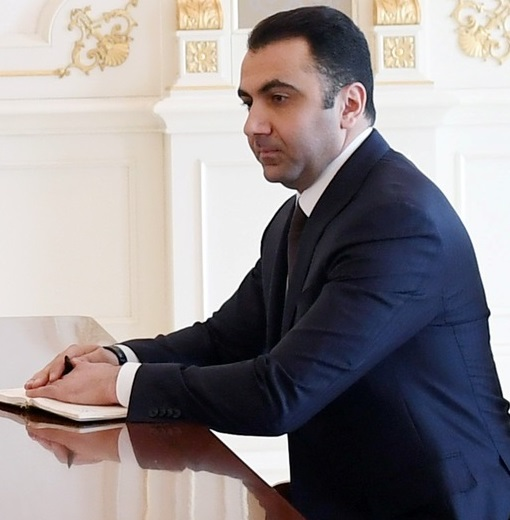
Генерал-майор Орхан Султанов в 2018 году на встрече с директором Службы внешней разведки Российской Федерации Сергеем Нарышкиным

17 марта 2016 года распоряжением президента Азербайджанской Республики начальнику Службы внешней разведки Азербайджанской Республики Орхану Седьяр оглы Султанову было присвоено звание генерал-майора.
27 марта 2019 года распоряжением президента Азербайджанской Республики начальнику Службы внешней разведки Азербайджанской Республики Орхану Седьяр оглы Султанову было присвоено высшее воинское звание генерал-лейтенанта.
7 декабря 2020 года распоряжением президента Азербайджанской Республики начальнику Службы внешней разведки Азербайджанской Республики Орхану Седьяр оглы Султанову было присвоено высокое воинское звание генерал-полковника.

## Награды
26 марта 2018 года распоряжением президента Азербайджанской Республики Ильхама Алиева генерал-майор Орхан Султанов «за плодотворную деятельность в области обеспечения национальной безопасности и защиты национальных интересов Азербайджанской Республики» был награждён орденом «За службу Отечеству» 2-й степени.

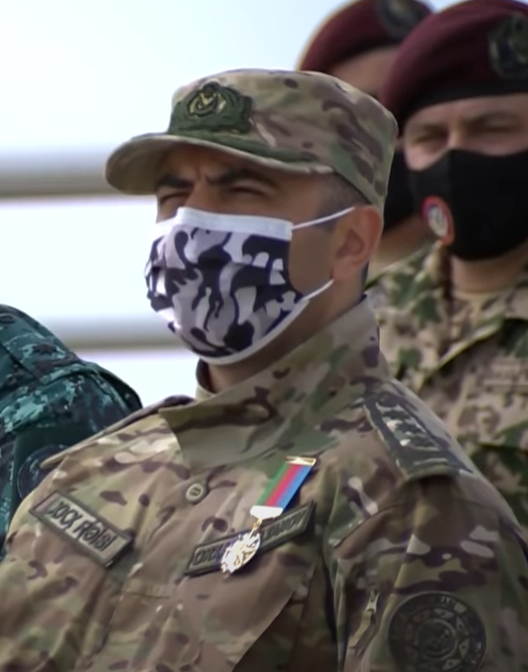
Генерал-полковник Орхан Султанов в 2021 году с орденом «Победа»

9 декабря 2020 года распоряжением президента Азербайджанской Республики Ильхама Алиева генерал-полковник Орхан Султанов «за высокий профессионализм при управлении боевыми операциями во время освобождения территорий и восстановления территориальной целостности Азербайджанской Республики, а также за мужество и отвагу при несении военной службы» был награждён орденом «Победа».